# Ferdinandova kolonie
Kolonie Ferdinand v Ostravě-Michálkovicích se nachází na katastrální hranici s městským obvodem Heřmanice a městem Rychvald a přibližně 250 m severně od Dolu Michal / Petr Bezruč. Dnešní území je vymezené ulicemi Briketářská (na jihu a jihozápadě), Košická (na severozápadě), Vojtěšská (na východě) a Zvoníčková (na severu), rozkládá se na rozloze 240 × 220 m.
Hornická kolonie Ferdinand nese název po rakouském císaři Ferdinandovi V., dalšími názvy jsou Ferdinandská osada nebo Ferdinandova kolonie či kolonie dolu Ferdinand (původní německé názvy Haubkolonienschacht, Ferdinands kolonien, Ferdinandkolonienschacht). Hovorový název Obšachta nebo také Hopšachta.

## Historie
Výstavba domů až do třicátých let 20. století probíhala dle jednotných plánů architekta Rudolfa Sauera. Tato jednotnost dokládala příslušnost k dolům Severní dráhy Ferdinandovy.

### Období do roku 1900

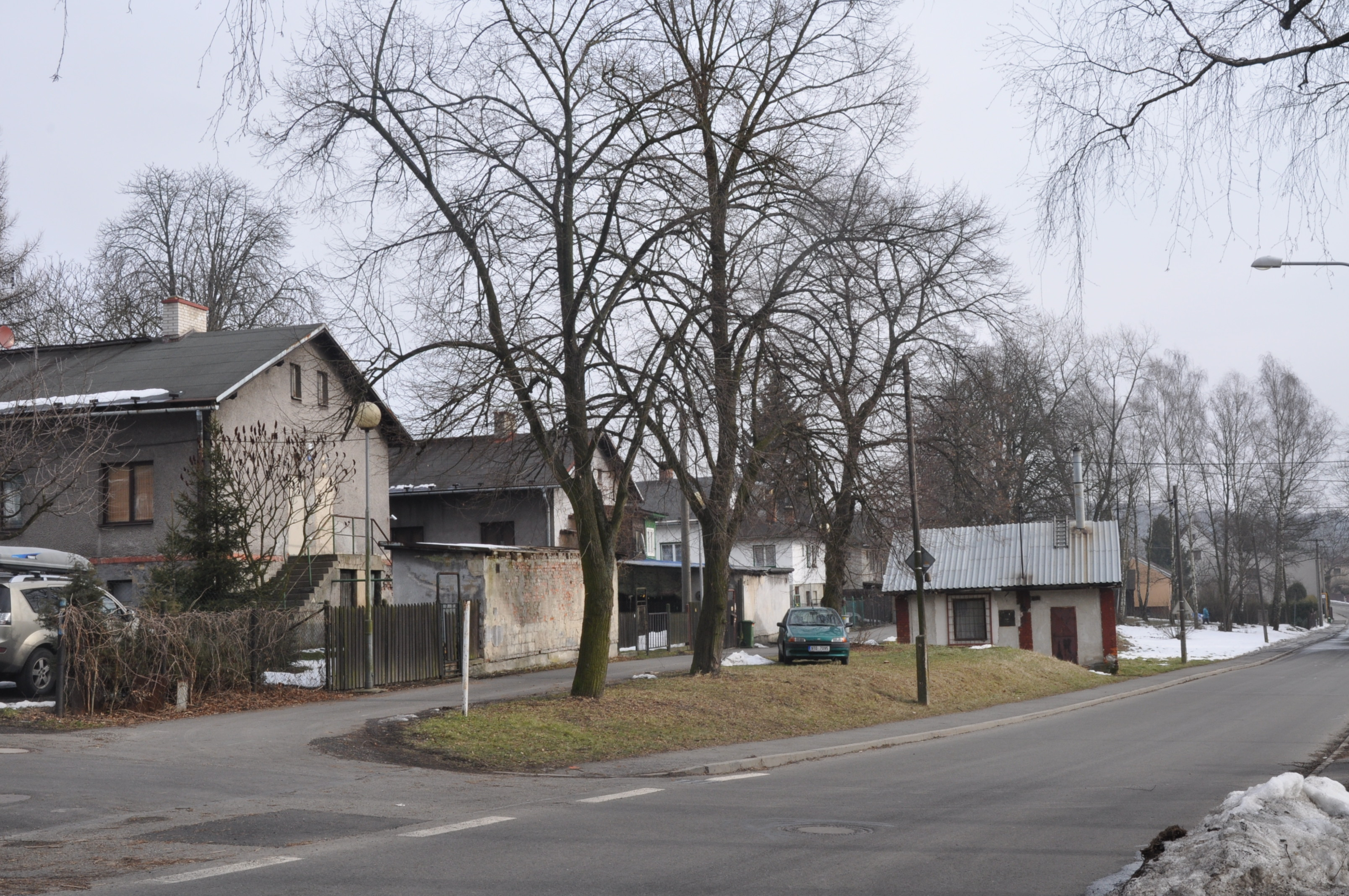
Ferdinandova kolonie v Briketářské ulici a budova kdysi veřejné prádelny s mandlem.

V těsné blízkosti nefunkčního dolu Ferdinand započala výstavba domků pro havíře, kteří byli zaměstnanci Kamenouhelných dolů SDF a pracovali na blízkých jámách Michael (hlavně) a Petr a Pavel. V roce 1883 začala výstavba v prostoru dnešní severní hranice kolonie. V roce 1890 stálo v osadě šestnáct přízemních čtyřbytových domů pro dělníky a jeden úřednický dvoubytový. Do roku 1900 bylo postaveno dalších 17 domů. Byty byly tvořeny kuchyní a pokojem o výměře 27,47 m². Dům stál na půdorysu 14,90 × 9,40 m.

### Období 1900 do 1922

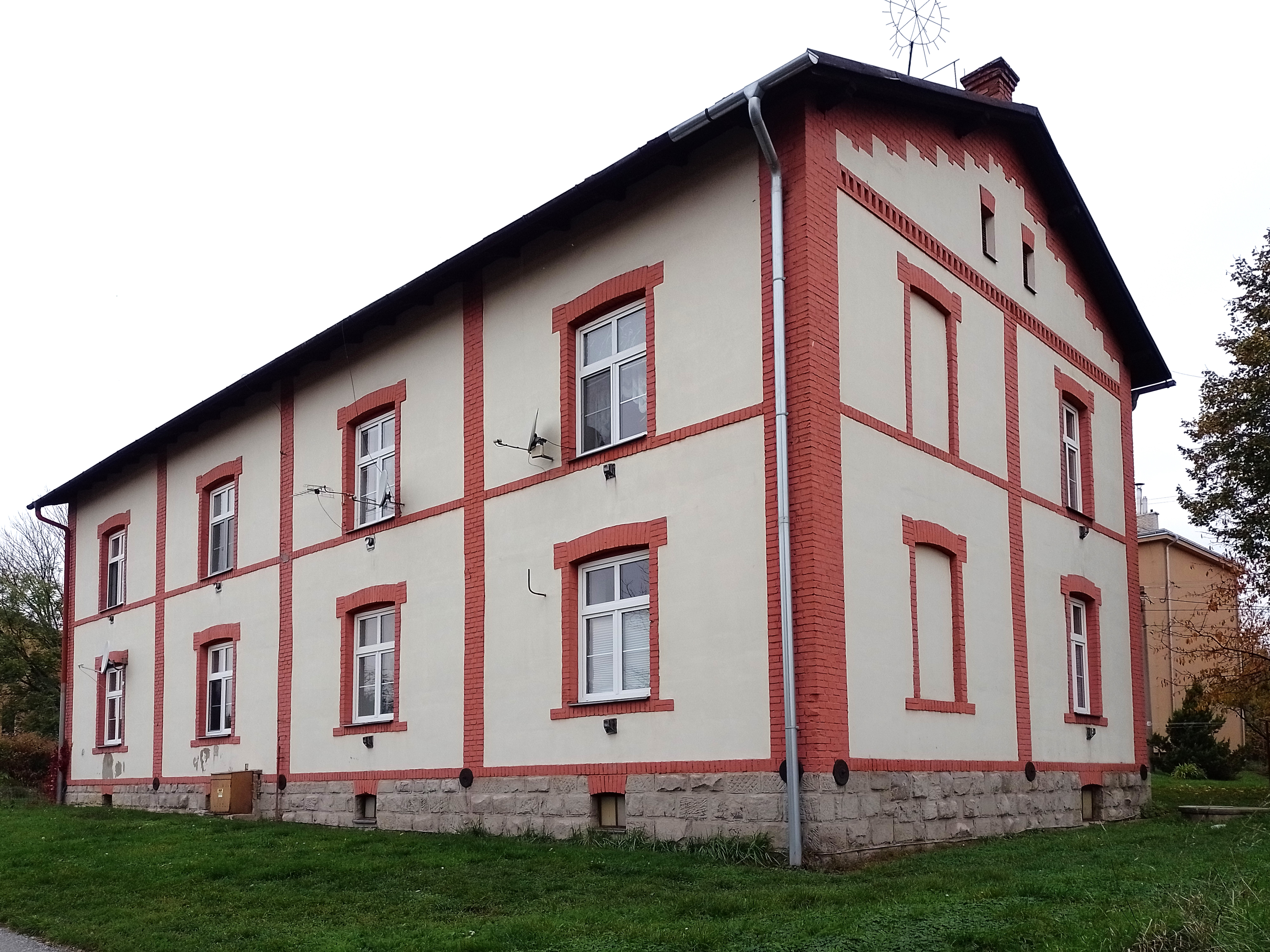
Budova z druhé etapy výstavby v ulici U Kříže

Po roce 1900 začala druhá etapa výstavby. První dva domy byly úřednické dvoubytové s půdorysem domu na ploše 20,00 × 11,40 m. Byt tvořila předsíň, kuchyně, dva pokoje, spíž a splachovací záchod s vodovodní přípojkou v domě či přímo v bytě. Výměra bytu činila 79,32 m², celková výměra domu 159 m².
Do roku 1922 bylo postaveno sedm dvoupodlažních osmibytových domů pro dělníky. Byt tvořila předsíň, kuchyň a pokoj. Domy stály na ploše 22,00 × 12,80 m. Byly podsklepené, měly zaveden odvodňovací systém s vodovodní přípojkou a přístavky se záchodem.
Po ukončení druhé etapy v roce 1922 v kolonii stálo 44 (43 obytných domů) domů, 33 domů přízemních, tři úřednické a sedm dvoupodlažních domů a v domě čp. 403 byla pekárna, jejíž součástí byla udírna. Kolem domku pekárny byly lavice pro odkládání ošatek s připraveným chlebovým těstem. V zatápění v chlebové peci se střídaly ženy z kolonie, starost o udírnu patřila mužům. K občanské vybavenosti patřila veřejná prádelna s mandlem.

### Období 1940 do 1942
Po roce 1939 počet obyvatel překročil únosnou mez, proto úřady plánovaly III. etapu výstavby. Stavební povolení byla vydána v listopadu 1940. V roce 1942 bylo dokončeno deset třípodlažních domů s půdorysem 14,25 × 2,65 m. Domy byly podsklepené a v suterénu bylo šest sklepů s prádelnou. V každém podlaží byly dva byty s předsíní, kuchyní, pokojem a spíží. V každém bytě byla koupelna s vlastním vodovodem a záchodem připojeným k odvodu do žumpy. Celková výměra bytu činila 27,92 m², celková obytná plocha domu byla 360 m².

### Období po roce 1945
Poslední fáze výstavby probíhala pod národním podnikem OKD. V období 1949 do 1950 byly postaveny dvojdomky tzv. finské domky na půdorysu (dům č. 434) 8,48 × 6,75 m. Montované dřevěné dvojdomky byly částečně podsklepené, rozdělené cihlovou protipožární příčkou (50 cm silná). Každý byt měl samostatný vchod do předsíně, ve které byla spíž a záchod. Byt tvořila předsíň, komora, obytná kuchyň, ložnice, koupelna, záchod, spíž, sklep na potraviny a sklep na uhlí. Obytná plocha bytu činila 56,96 m², celého domu 113,92 m².
V následujících letech společnost OKD prováděla opravy domů nebo je bourala. Příčinou oprav a následných demolic byly především negativní důsledky důlní činnosti. Průsak spodní vody a zvýšená vlhkost bytů způsobily jejich neobyvatelnost i přes veškerou snahu domy opravit, některé v krátkých časových obdobích opakovaně.

### Současný stav

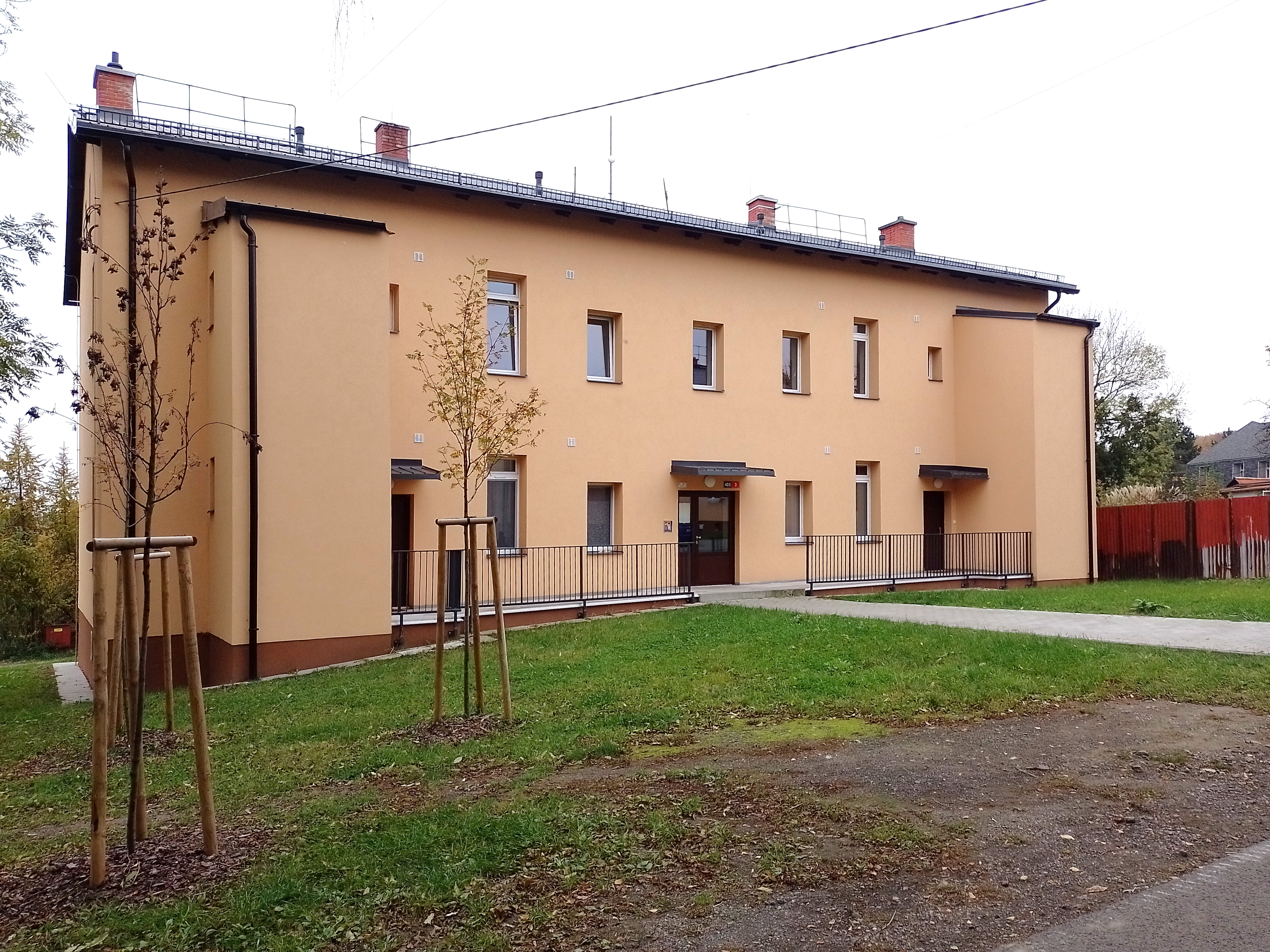
Budova v ulici U Kříže po necitlivé rekonstrukci

Stav budov je různorodý. Některé jsou opraveny, rekonstruovány, část je relativně udržována, ovšem jsou zde i neudržované, zchátralé a devastované (severní část kolonie). Ferdinandova kolonie je v současnosti (2015) tvořena 52 obytnými budovami.